# Saxaul
Saxaul (Haloxylon) je rod keřů nebo malých stromů z čeledi laskavcovitých (Amaranthaceae). V různých taxonomických pojetích obsahuje 2 až 11 druhů. Název saxaul pochází z ruského саксаул (saksaul), což je pravděpodobně převzato z kazašského сексеуiл (seksewil).

## Popis

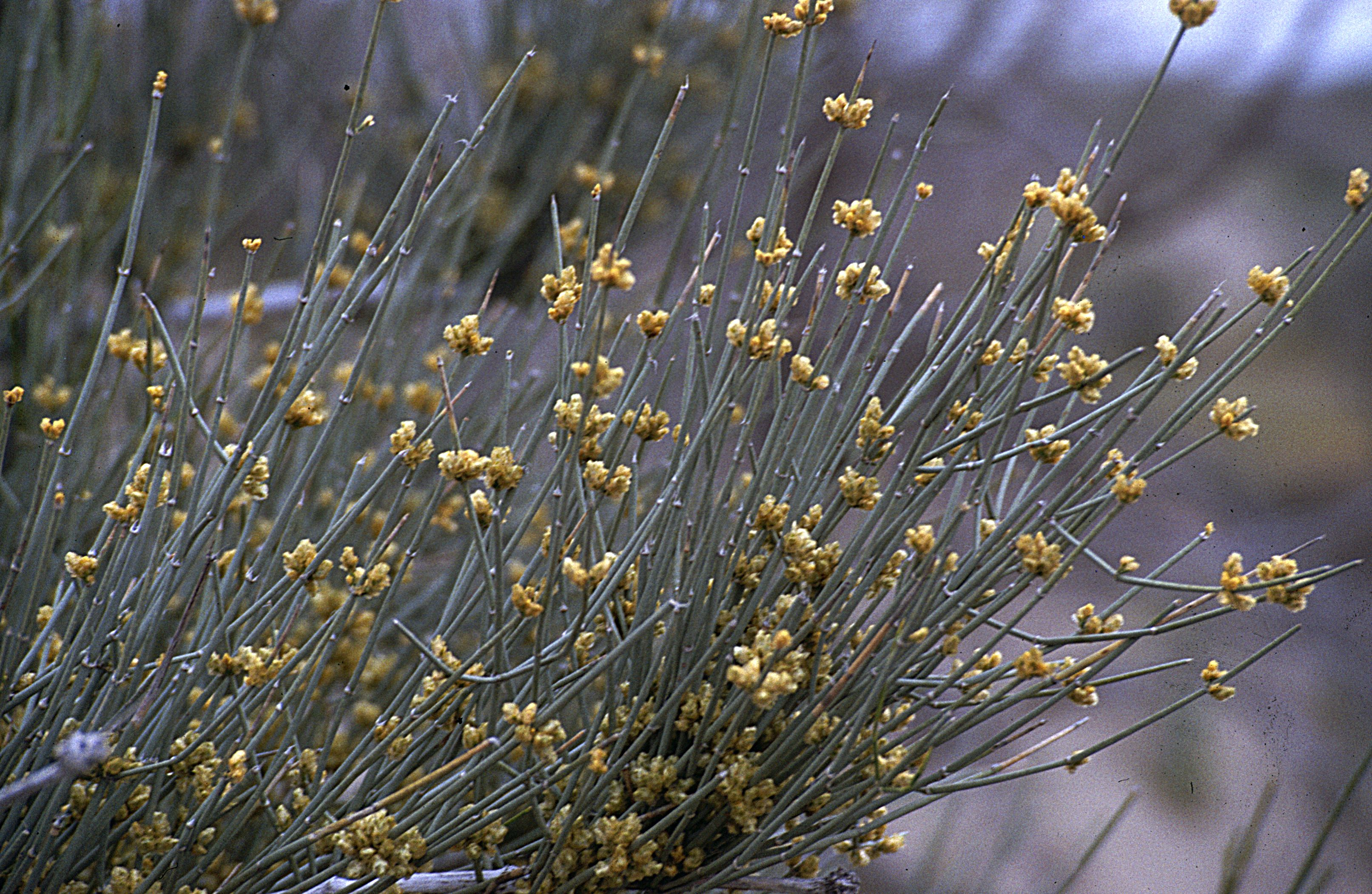
Detail plodné větve

Saxauly jsou keře nebo malé xerofytní stromy vysoké 1–8 metrů (výjimečně až 12 metrů), s tlustým kmenem a mnoha větvemi. Letorosty jsou zelené, vzpřímené nebo převislé. Vstřícně postavené listy jsou redukovány na malé šupiny. V období sucha někdy tmavnou, stejně jako části celých větví, které mohou též na léto opadávat.
Květenství jsou hroznovitá, nesená na stoncích předchozího roku. Květy jsou velmi malé, pětičetné, oboupohlavné nebo samčí, s bílým či narůžovělým okvětím. V době květu jsou částečně kryty listeny. Pestík má dvě velmi krátké čnělky, tyčinek je 5, srostlých s 5 staminodii. Saxauly kvetou v pozdním jaře od května, plody dozrávají v září až říjnu. Opylovány jsou převážně větrem, květy jsou však navštěvovány též včelami. Plod je nažka s křídly vytvořenými zveličenými okvětními segmenty, má v průměru asi 8 milimetrů. Semeno má v průměru asi 1,5 mm.
Kořenový systém saxaulů je mohutný, může zasahovat do vzdálenosti až 30 m od rostliny a do hloubky 8 metrů. Pletiva kořenů a stonků zadržují množství vody.

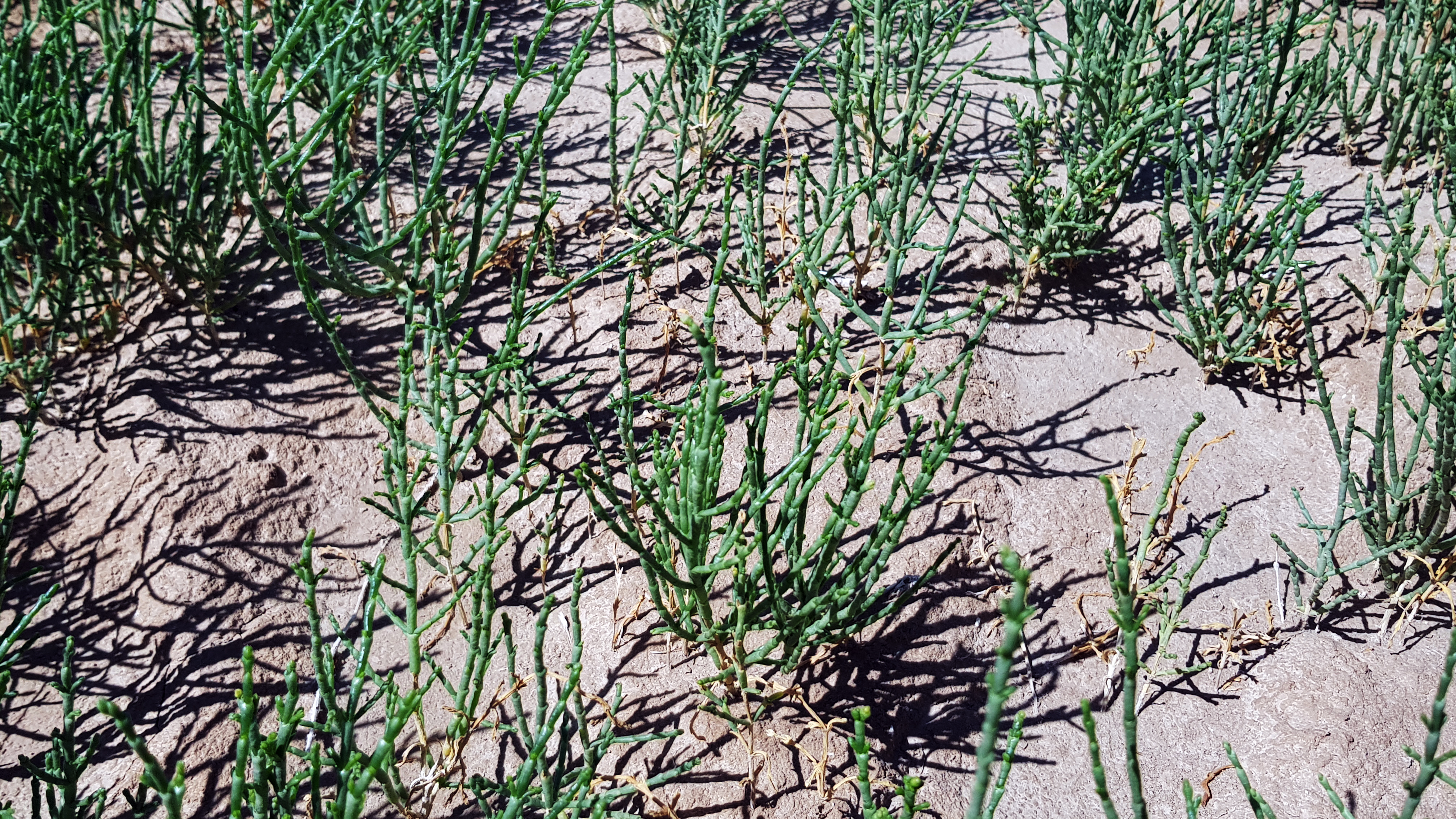
Porost mladých keřů

## Rozšíření a ekologie
Rod Haloxylon je rozšířen v aridním pásu od severozápadní a severní Afriky přes jihozápadní a střední Asii až po Mongolsko a severní Čínu (Sin-ťiang a Kan-su), jeden druh (Haloxylon articulatum) roste též na jihozápadě Španělska. Obývá především polopouštní až pouštní stanoviště, v nichž porůstá kamenitá dna vádí, štěrkové náplavy i písčité duny, častý je na také zasolených substrátech. Mnohde formuje čisté, jednodruhové porosty.
Na kořenech saxaulů parazituje zárazovitá rostlina Cistanche deserticola.

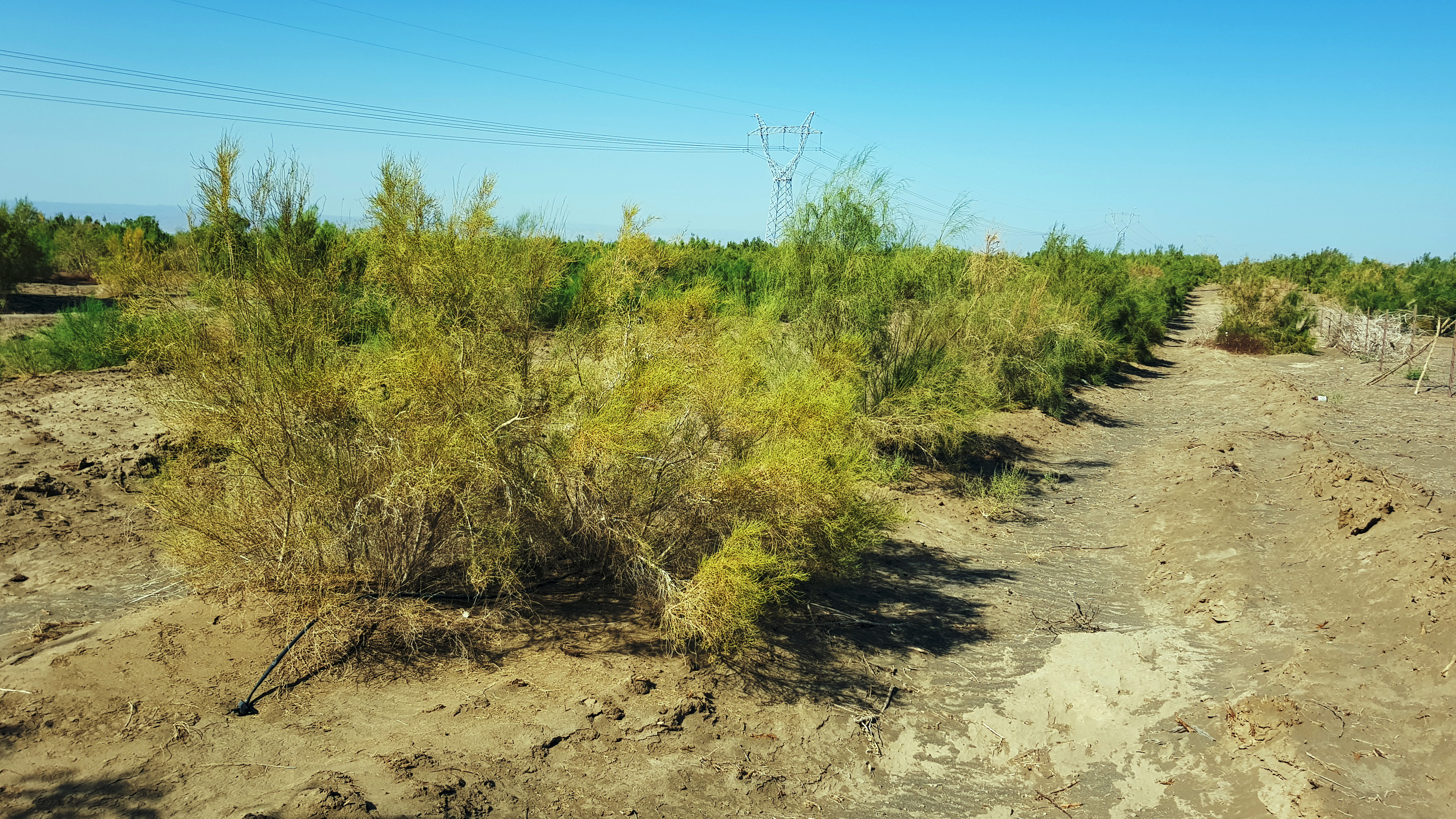
Protipísečná výsadba saxaulů v Číně

## Význam
Dřevo saxaulů se používá jako palivo, mladé výhony jsou potravou pro pasoucí se ovce.
Pro svou odolnost se často využívá k zalesňování v aridních oblastech pro zastavení dezertifikace a jako větrolam, jeho kořenový systém dokáže efektivně zpevňovat pohyblivé písečné půdy. Na bývalém dně Aralského jezera se vysazují saxaulové stromy, aby vítr nezvedal kontaminovaný písek z vyschlého dna a nešířil ho atmosférou. Plán je pokrýt celé bývalé dno lesem.